# Michael Apostolius
Michael Apostolius, izvirno grško Μιχαὴλ Ἀποστόλιος,  grški teolog in retorik, * okrog 1422, Konstantinopel, † 18. julij 1478, Kandijsko kraljestvo.

## Življenjepis
Ko so leta 1453 Turki zavzeli njegov rodni Konstantinopel, je zbežal v Italijo, kjer ga je v zavetje vzel kardinal Bessarion. Po tem, ko se je med sporom med privrženci Aristotla in Platona Apostolius goreče začel zavzemati za slednjega, ko pa je začel še prezirljivo govoriti o branitelju Aristotla, Teodorju Gazi, sta se kardinal in Apostolius začela oddaljevati. 
Svoja zadnja leta je preživel na Kreti, kjer se je skromno preživljal z učenjem in prepisovanjem rokopisov. Veliko njegovih prepisov je še danes dostopnih v različnih knjižnicah širom Evrope. Na enem od njih, Ikonah Filostrata Starejšega, ki ga hranijo v Bologni, najdemo zapis: »Kralj revežev tega sveta je to knjigo spisal za svoje živeče«.
Umrl je okoli leta 1480, preživela pa sta ga dva sinova, Aristobulus Apostolius in Arzenius Apostolius. Slednji je kasneje postal škof morejske Monemvazije. 

## Dela
Nekaj njegovih številnih del je bilo kasneje tudi ponatisnjenih: 
- »Παροιμίαι« (Paroemiae, grško »Pregovori«), zbirka pregovorov v grščini
  - izdaja, natisnjena v Baslu leta 1538, danes izjemno redka
  - obsežnejša izdaja, ki jo je uredil Daniel Heinsius (»Curante Heinsio«), izdana v Leidnu leta 1619[2]
- »Oratio Panegyrica ad Fredericum III.« v Freherjevi Scriptores Rerum Germanicarum, 2. izdaja (Frankfurt, 1624)
- Georgii Gemisthi Plethonis et Mich. Apostolii Orationes funebres duae in quibus de Immortalitate Animae exponitur (Leipzig, 1793)